# Örökkön örökké (Így jártam anyátokkal)
Az Örökkön örökké az Így jártam anyátokkal című televízió-sorozat kilencedik évadjának legutolsó, dupla része. Ez a sorozat záró epizódja, mely minden eddigi kérdésre megadja a választ. Eredetileg 2014. március 31-én vetítették, az Egyesült Államokban egy epizódként, míg Magyarországon egy hónappal később, két részre szétszedve.
Ebben az epizódban végre kiderül, mi történt Barney és Robin esküvője után, és hogy is találkozott Ted Mosby leendő feleségével.

## Cselekmény
|  | Alább a cselekmény részletei következnek! |

### Első rész
Az epizód egy múltbeli visszatekintéssel kezdődik, amikor a banda először találkozott Robinnal. Majd a jelenben Barney és Robin esküvőjén a házaspár együtt táncol, Ted pedig megpillantja az Anyát a zenekarban. Barney is felismeri a lányt, aki miatt volt bátorsága megkérni Robin kezét, és megkérdezi tőle, hogy még mindig jár-e az akkori barátjával. Amikor nemmel felel, Barney egyből arra gondol, hogy össze kellene hoznia Teddel. Ted viszont éppen távozni készül, mert elhagyja New Yorkot, és indul Chicagóba. Könnyek között köszönnek el egymástól a többiekkel, majd a farhamptoni vasútállomásra megy. Az eső szakad, ráadásul a vonat is késik háromnegyed órát. Ahogy eddig láthattuk, egy idős hölgynek meséli el a történetét, aki annak végeztével arra biztatja, hogy menjen vissza az esküvőre, és hívja randira azt a lányt. Egy pillanattal később kiderül, hogy igazából ott állt mellettük pár lépéssel mindvégig, kezében a sárga esernyővel. Ted ennek ellenére sem akar odamenni, mert úgy véli, úgyis Chicagóba költözik, így az egésznek nem lenne értelme.
Újabb ugrás után a következő nap este járunk. Marshall és Lily meglepődik, mert Ted is ott ül a MacLaren's-ben, azt állítva, hogy nem ment sehová, mert megismert egy lányt. Marshall szerint ez is ugyanolyan, mint az eddigi randijai, de Lily szerint ezúttal másról van szó. Visszakerülve az előző estére, az idős hölgy tovább győzködi Tedet, hogy oda kellene mennie a lányhoz. Ted azt állítja, hogy harmincas éveiben már senki nem vágyik nagy esküvőre, ennek ellenére látjuk, ahogy 2015-ben hőlégballonos esküvőt tervez. Ted megkérdezi Barneyt, hogy vannak Robinnal, de ő röviden csak azt mondja, hogy jól, bár a munkájuk miatt keveset találkoznak. Nem sokkal később megérkezik az Anya a bárba, és közli, hogy esküvőről szó sem lehet: nem fog beleférni a menyasszonyi ruhájába, ugyanis gyermeket vár.
Előreugrunk 2016-ba, ahol az összes főszereplő egyszerre átható, először a show történetében. Marshall elmondja, hogy vissza kell mennie az utált munkakörébe céges jogásznak. Ezután mindenki megdöbben, amikor kiderül, hogy Barney és Robin elváltak. Kiderült számukra, hogy az életritmusuk és a rengeteg elfoglaltságuk miatt egyszerűen nem jut idejük egymásra. Örülnek egymás társaságának, és azt is felfedezik a véletlen jelekből, hogy Lily a harmadik gyerekkel terhes.
2016 Halloweenjére ugorva Marshall és Lily úgy érzik, kinőtték a házat, ezért nagyobba költöznek. A búcsúztató buliba meghívnak mindenkit, de Robin nem öltözik be, és közli, hogy úgy érzi, mintha már nem is tartozna a társasághoz, majd elmegy. Barney ismét csajozni kezd, Ted boldog a feleségével, Lilyék pedig boldog családi életet élnek, és ezt fáj látnia. Megvallja Lilynek, hogy a barátságuk nem ér véget, de ezután minden más lesz, majd elmegy.

### Második rész
2018-ra ugorva láthatjuk, ahogy a bárban együtt lóg Barney, Ted, és Lily. Marshall közben érkezik meg, és közli, hogy hamarosan bíró lesz. Közben Barney folytatja a nagy csajozásokat (még a Taktikai Könyv második kötetét is megírja), és megvallja Lilynek, hogy ezt azért csinálja, mert megpróbálta Robinnal, de ha vele nem ment, nem fog menni mással sem. Ezután a banda elmegy a Robotok vs. pankrátorok rendezvényre, ahol Barney elhenceg azzal, hogy teljesítette a tökéletes hónapot: 31 különböző nővel feküdt le. Számára óriási sorscsapásként azonban kiderül, hogy az egyikük terhes lett.
2020-ban láthatjuk, ahogy Ted elviszi lányát, Pennyt a GNB épületébe, ahol összefut Robinnal. Elhívja ebédelni, amit elfogad. Ezután a kórházba mennek, ahol megszületett Barney lánya, Ellie. Barney megfogja a kislányt, és ahogy ránéz, könnyek között fogadja meg, hogy mindene, ami van, mától az övé, végleg felhagyva a csajozással. Ezután Ted egy második lánykérést tervez, majd végre egybekelnek. Az esküvő napján beállít Robin, aki sajnálja, hogy annyi mindenről maradt le. Gratulál Barneynak az apasághoz, majd elmondja, hogy az Anya hívta őt meg. Marshall bejelenti, hogy indul a Legfelsőbb Bíróság egyik bírói posztjáért.
Ezután Ted elmondja a mese végén a gyerekeinek, hogy hálát ad Istennek, hogy volt mersze odamenni az anyjukhoz a vasútállomáson azon a bizonyos napon, mert így azzal a nővel lehetett, akit annyira szeretett, jóban-rosszban. A rosszat szó szerint kell érteni, ugyanis az is kiderül, hogy 2024-ben a felesége meghalt egy betegségben. Azon a bizonyos napon Ted odament hát hozzá, ahol felismerik egymásban Cindy exszobatársát, Mosby professzort az egyetemről, sőt még a sárga esernyőt is, bizonyítván, hogy korábban már közvetve volt egymáshoz közük. Ted azt mondja, az esernyőben benne volt a monogramja: T.M., mire a lány közli, hogy az az ő neve, Tracy McConnell. Emlékezett rá, hogy egyszer elvesztette az ernyőt, de visszakerült hozzá. Teddel ezután beszélgetni kezdenek.
Ezzel zárul a történet 2030-ban, ami azonban a gyerekek szerint egyáltalán nem az anyjukról szólt, hanem arról, hogyan lavírozott különböző nők és Robin közt az apjuk. Rámutatnak arra, hogy tudják, hogy az apjuk kedveli őt, és ők is szeretik, és arra bátorítják, hogy hívja fel telefonon. Ted meg is tenné, de aztán támad egy ötlete. Akárcsak a legelső alkalommal, Ted a kék kürttel megy Robin lakására és azzal a kezében invitálja őt el.
Az epizód és a sorozat egy montázzsal végződik a főszereplőkről.

### Alternatív befejezés
A negatív fogadtatás miatt a DVD-kiadásra egy új, pozitív kicsengésű befejezés is felkerült. Ez azzal kezdődik, hogy Lily tósztot mond Tedék esküvőjén, melyben elmondja, hogy hosszú és nehéz út vezetett idáig. Ted ezt azzal narrálja, hogy tényleg hosszú volt, és ebben igaza is van. De nem volt nehéz,hiszen ez az élet,és abban a dolgok csak megtörténnek. A dolgok elromlanak, aztán megjavulnak, és amikor Ted felébred minden reggel a felesége mellett, mindig rádöbben, milyen egyszerű is volt minden. Ezután visszaemlékezések láthatóak, majd a legvégén a jelenet, amikor Ted megszólítja a feleségét a farhamptoni állomáson. Ted ekkor csak annyit mond: "Látjátok? Egyszerű. Hát srácok, így jártam anyátokkal.". Ezután a főszereplőkről készült montázs jön, majd a sárga esernyő képe.
Ebből a verzióból nem derül ki Barney és Robin további sorsa (bár a montázs és a narráció sejteti, hogy talán újra összejönnek), se az, hogy mi volt az Anya 2024-es betegsége, de annyi bizonyos, hogy életben van.

## Kontinuitás
- Az első jelenet "A lila zsiráf" című epizóddal egyszerre játszódik, a karakterek ugyanabban a ruhában láthatóak.
- A tekintet, ahogy Ted az Anyára néz a zenekarban, látható volt már a "Zenekar vagy DJ?" című részben.
- Ted és Robin ugyanúgy szalutálnak, ha katonai rangokra hasonlító szavakat hallanak, mint korábban.
- Mint kiderül, Barney teljesen elfelejtette azt a kalandot, ami Tednek úgy megmaradt: amikor megnyalták a Szabadság Harangját. ("A szabadság édes íze")
- A búcsúzkodásnál Marshall megemlíti, hogy irigyli Tedet, mert Chicagóban bármikor ehet Gazzola pizzát. A pizzériát korábban bezárták ("Kettős állampolgárság"), de aztán később újranyitották ("A pókerparti").
- Az epizódban a karakterek egy hatalmas pacsival búcsúznak el egymástól. Akkorával, hogy Barney és Ted kezét be is kell kötözni – ez a kötés látható a "Farhampton" című részben is.
- Marshall a háromnapos szabályra hivatkozik,amikor azt mondja, még ne hívja fel az Anyát.
- A "Robbanó húsgolyók" című epizód 2021-ben játszódó jelenetében se Barney, se Robin kezén sincs jegygyűrű, ami előrevetíti válásukat.
- Marshall már "A tanú" című részben is megitta Lily italát, hogy ezzel leplezze a terhességét.
- Ted még mindig "félcédulának" öltözik Halloweenkor – Tracy pedig floridai szavazónak, amivel az akkor már igencsak koros poént segít értelmezni.
- Ted "A háromnapos szabály" című részben azt mondta a gyerekeinek, hogy ő nem várt három napot, amikor felhívta az anyjukat – ebből a részből kiderül, hogy valóban.
- Marshall fizet Lilynek, miután elveszíti a fogadást, és Ted nem Robint veszi el.
- Kiderül, hogy az Anya neve Tracy. Ez megmagyarázza, miért hüledeztek a gyerekek "A pulykával tömött pocak" című részben, amikor az apjuk egy Tracy nevű sztriptíztáncosra célzott tréfásan, hogy ő az anyjuk.
- Ted éppen 15 évvel azután nősül meg, hogy elhatározta: megkeresi élete párját.
- Ez a rész megmagyarázza azt is, ami az "Őrült, rossz értelemben" című epizódban is volt: hogy Lily és Robin miért találkoznak olyan ritkán.
- Penny 2015-ben született, ahogy azt a "Trilógiák" című epizódban láthattuk.
- Végül beteljesül a "Külön ágyak" című részben Barney és Ted által részegen tett fogadalom: Robin először Barney-é lesz, de ha 40 évesen szingli lenne, akkor Tedé.
- Tracy megszegte a szabályt: sose hívj exet az esküvődre – amikor meghívta Robint.

## Érdekességek
- A Tedet játszó Josh Radnor bevallotta, hogy a sorozat készítői neki már az első évad során elmondták, hogy fog véget érni a sorozat, és ezt mindvégig titokban tartotta.[1]
- Marshall kopaszsága a jövőbeli részek némelyikében látható, más részekben viszont megvan neki az egész haja, bár kicsit őszesen.
- "A lila zsiráf" című részben Robin azt mondta, hogy áprilisban költözött New Yorkba, a 2005 szeptemberi visszatekintésben viszont azt mondja, hogy csak 2 hónapja lakik itt. Az "Én szeretem New Jersey-t" című részben amikor búcsúzkodott a Metro News 1-tól, akkor pedig azt mondta, hogy 4 évet dolgozott a csatornánál, tehát 2004-től.
- Robin a visszaemlékezésnél azt mondja, hogy nincs egy barátja sem, de "A kezdetek" című részben négy barátnőjével jött el.
- Amikor Robin és Lily az üres lakásban vannak, a házban korábban okozott sérülések, amelyek végig ott voltak a sorozat során, szinte mind ki vannak javítva.
- A hatodik évad extrái között szerepel egy videó, melyben olyan dolgok szerepelnek, amiket már tudunk az Anyáról. Ebben azt mondták, hogy amikor Ted és leendő felesége először találkoztak, Ted orgonát adott neki (ami nem is meglepő, hiszen az esküvőn ez volt feltűzve a zakójára). Ezt a sorozatban viszont nem látjuk.
- Az évad korábbi részeiben a visszaemlékezések során láthatjuk, hogy Ted és Tracy ujján jegygyűrű van olyankor is, amikor elvileg még nem is voltak házasok.
- Ted és Tracy öt évig jártak jegyben, mire összeházasodtak. Jason Segel 2012-ben főszerepet játszott az "Ötéves jegyesség" című filmben.
- 2018-ban Barney azt mondja, hogy olyan szeretne lenni, mint az agglegény George Clooney. Ironikus módon nem sokkal az epizód eredeti vetítése után George Clooney eljegyezte barátnőjét, majd megnősült.

### Kimaradt jelenetek
Az epizódhoz számos jelenetet felvettek, melyek egy része időhiány miatt kimaradt. Később ezek a DVD-kiadás extrái közé kerültek fel.
- Robin megvallja Barneynak, hogy az Anya miatt döntött úgy minden félelme ellenére, hogy férjhez megy, ezért Barney ismét köszönetet mond neki.
- Az epizód kezdetén Robin átkapcsoltatja a bárban a tévét a Vancouver Canucks mérkőzésére (a DVD-kiadáson nem extra, hanem az epizód része)
- Lily szóváteszi Tednek, amiért nem tartja be a háromnapos szabályt (a DVD-kiadáson nem extra, hanem az epizód része)
- Robin különleges ajándékot ad a barátainak: az esküvői zenekar és a robot kíséretében előadja a "Let's Go To The Mall"-t.
- Marshall többet mesél az új állásáról Tedék lakásán (a DVD-kiadáson nem extra, hanem az epizód része)
- Barney a Taktikai Könyv egy újabb húzását mutatja be: magát amishnak álcázza, aki már csak két hetet tölthet el a közösségén kívül.
- Barney elhenceg a bárban azzal Carl-nak, hogy megcsinálta a tökéletes hónapot. Carl felvilágosítja, hogy augusztus van, és az 31 napos, nem 30. Barney pánikba esik, majd mikor észreveszi, hogy a napból már csak 14 perc van hátra, bevet egy trükköt, a „Már csak egy nap van hátra az életemből”-t.
- 2020-ban Ted és Robin hosszabban is beszélgetnek egy kávézóban. Ennek során Robin elmondja, hogy bikaidomár is volt Spanyolországban (amire Ted korábban célzott is), és újra magához vett öt kutyát. Ezután aggodalmasan közli Teddel, hogy az élete mégsem tökéletes, mert úgy érzi, nem ott tart az életben, ahol talán kellene, és emlékezteti Tedet arra az ígéretükre, hogy ha elmúlnak 40 évesek és egyedülállók lesznek, akkor újra összejönnek. Ted hezitálva ugyan, de azt mondja Robinnak, hogy most mindketten boldogok, kár azon gondolkodni, mi lett volna, ha, majd elmegy a gyerekekért. A láthatóan szomorú Robin és Ted még egyszer utoljára szalutálnak egyet.
- Az eredeti, stáblista utáni záró jelenetben miután Marshall telefonon keresztül megtudta, hogy Ted és Robin újra összejöttek, a markát tartja Lilynek, hogy fizesse meg a fogadásukért járó 5 dollárt.

|  | Itt a vége a cselekmény részletezésének! |

## Vendégszereplők
- Judith Drake – Bernice
- Marshall Manesh – Ranjit
- Joe Nieves – Carl
- Saudia Rashed – nővér
- Alexandria Skaltsounis – Erin
- Jim Nantz – önmaga
- Kerrigan Milker – kicsi Penny
- Lyndsy Fonseca – Penny Mosby
- David Henrie – Luke Mosby

## Zene
- Everything but the Girl: Downtown Train
- The Walkmen: Heaven
- John Swihart and The Solids: And There She Was (az alternatív befejezés alatt)

## Fordítás
- Ez a szócikk részben vagy egészben  a   Last Forever című angol Wikipédia-szócikk ezen változatának fordításán alapul.  Az eredeti cikk szerkesztőit annak laptörténete sorolja fel. Ez a jelzés csupán a megfogalmazás eredetét és a szerzői jogokat jelzi, nem szolgál a cikkben szereplő információk forrásmegjelöléseként.